# 雨果·卡爾德拉諾
雨果·马里尼奥·博尔热斯·卡爾德拉諾（葡萄牙語：Hugo Marinho Borges Calderano，1996年6月22日—），出生於里約熱內盧，巴西乒乓球運動員。

## 职业生涯
雨果·卡尔德拉诺出生于巴西一个体育家庭，从小接触过许多运动，曾练习过排球、跳远等项目，并获得过市级（12岁以下）跳远比赛冠军。但在其父亲的影响和建议下，少年的雨果最终选择了乒乓球，并于14岁正式进入巴西国家队。
2014年，雨果在2014年南京青奥乒乓球获得男子单打铜牌，为巴西队拿到了首枚青奥会乒乓球项目奖牌。同年，雨果在拉丁美洲乒乓球锦标赛上夺得男单和男团两枚金牌；随后的两年时间里，雨果在2015年泛美運動會、2015年和2016年拉丁美洲锦标赛上均斩获男单冠军，连续的亮眼表现让雨果逐渐走入大众视野。
2016年里约奥运会，作為东道主和第36号種子的雨果在十六強赛被當屆单打銅牌得主水谷隼淘汰，无缘八强。
2018年3月，雨果在国际乒联卡塔尔公开赛男单比赛中连续战胜蒂莫·波尔、張本智和、林高遠等多位名将闯入决赛；虽在男单决赛中不敌中国选手樊振东获得亚军，但也创造了巴西本土运动员在国际乒联巡回赛上的最佳成绩。同年12月，在韩国仁川举行的国际乒联总决赛男单八强赛中，雨果以4-2爆冷击败时任世界排名第一的樊振东，闯入男单四强，并最终收获男单季军。
2020年東京奥运会，世界排名已跃升至第七位的雨果作為单打四号種子參賽，在八強赛被當屆銅牌得主奧恰洛夫以4-2逆转淘汰，无缘四强。
2021年11月，在美国休斯敦举办的世界乒乓球锦标赛男单八强赛上，雨果在大比分3-0领先的局面下遭到中国选手梁靖崑逆转，连丢四局以3-4落败，无缘个人首枚世锦赛单打奖牌。
在2024年3月举行的WTT冠军赛仁川站男单比赛中，雨果在先后击败奥运单打铜牌得主奥恰洛夫、欧运会男单冠军费利克斯·勒布伦等好手闯入男单四强，并在半决赛中以战胜赛会一号种子樊振东晋级决赛，成为首位打进WTT冠军赛男单决赛的非亚洲选手；男单决赛，雨果1-4不敌中国选手梁靖崑，获得亚军。
2024年巴黎奥运会，雨果接连击败东道主选手艾利克斯·勒布伦、韩国选手張禹珍闯入男单四强；在半决赛被當屆黑馬特魯爾斯·莫雷加德以4-2擊敗；在銅牌賽上不敵地主選手，同時也是大會第三種子的費利克斯·勒布倫，無緣奖牌，但也创造了巴西乒乓球奥运最好成绩。
在2025年的国际乒联男子世界杯中，雨果·卡尔德拉诺再次创造历史，在淘汰赛中连续战胜日本选手篠塚大登、世界排名第三的張本智和以及世界排名第二的王楚钦闯入单打决赛，并在决赛中以4-1击败世界排名第一的林诗栋夺得男单冠军，成为首位非亚欧籍且出身美洲的乒乓球男子世界单打冠军。
2025年5月，雨果在2025年世界乒乓球锦标赛男单比赛中再次刷新历史，先后击败尼日利亚选手夸德里·阿鲁纳、韩国选手安宰贤、中国选手梁靖崑等名将，成为首位夺得世乒赛单打奖牌并打入决赛的美洲运动员；男单决赛，雨果1比4不敌中国选手王楚钦获得男单亚军，创下美洲选手在世界锦标赛上的最好战绩。

## 个人軼事
雨果對於魔術方塊也十分拿手，家裡收藏各式各樣魔方，三階魔方個人最好成績可以在七秒內還原。
除了母语葡萄牙语外，雨果也能流利使用英语、法语、西班牙语、德语、汉语和意大利语。

## 國際賽事成績
註：本處僅列出最好成績
1. - = 未參加該項賽事
只列出曾進入準決賽的國際賽事成績：
| 年份   | 賽事                | 公開賽級別 | 項目     | 成績   |
| ------ | ------------------- | ---------- | -------- | ------ |
| 2021年 | WTT卡達多哈站       | 球星挑戰賽 | 男子單打 | 冠軍   |
| 2021年 | 泛美洲乒乓球錦標賽  | 其他       | 男子單打 | 金牌   |
| 2021年 | 泛美洲乒乓球錦標賽  | 其他       | 男子团体 | 金牌   |
| 2021年 | WTT世界盃決賽       | 總決賽     | 男子單打 | 季軍   |
| 2022年 | WTT突尼斯站         | 挑戰賽     | 男子單打 | 冠軍   |
| 2022年 | WTT新加坡大滿貫     | 大滿貫     | 男子單打 | 準決賽 |
| 2022年 | 泛美洲乒乓球錦標賽  | 其他       | 男子單打 | 金牌   |
| 2022年 | 泛美洲乒乓球錦標賽  | 其他       | 男子团体 | 金牌   |
| 2023年 | WTT南非德班站       | 挑戰賽     | 男子單打 | 冠軍   |
| 2023年 | WTT卡達多哈站       | 挑戰賽     | 男子單打 | 冠軍   |
| 2023年 | 泛美洲乒乓球錦標賽  | 其他       | 男子單打 | 金牌   |
| 2023年 | 泛美洲乒乓球錦標賽  | 其他       | 男子团体 | 金牌   |
| 2023年 | WTT馬斯喀特站       | 挑戰賽     | 男子單打 | 冠軍   |
| 2024年 | WTT果阿站           | 球星挑戰賽 | 男子單打 | 亞軍   |
| 2024年 | WTT仁川站           | 冠軍賽     | 男子單打 | 亞軍   |
| 2024年 | WTT里约热内卢站     | 挑战赛     | 男子单打 | 冠军   |
| 2024年 | WTT卢布尔雅那站     | 球星挑戰賽 | 男子单打 | 冠军   |
| 2024年 | WTT重庆站           | 冠军赛     | 男子单打 | 半决赛 |
| 2024年 | 泛美洲乒乓球锦标赛  | 其他       | 男子单打 | 金牌   |
| 2024年 | 泛美洲乒乓球锦标赛  | 其他       | 混合双打 | 银牌   |
| 2025年 | 乒乓球世界杯        | 其他       | 男子单打 | 金牌   |
| 2025年 | 世界乒乓球錦標賽    | 其他       | 男子單打 | 銀牌   |
| 2025年 | WTT卢布尔雅那站     | 球星挑戰賽 | 男子单打 | 冠军   |
| 2025年 | WTT卢布尔雅那站     | 球星挑戰賽 | 混合双打 | 亚军   |
| 2025年 | WTT布宜诺斯艾利斯站 | 挑战赛     | 男子单打 | 冠军   |
| 2025年 | WTT布宜诺斯艾利斯站 | 挑战赛     | 混合双打 | 冠军   |
| 2025年 | WTT伊瓜苏站         | 球星挑战赛 | 男子单打 | 冠军   |

### 夏季奥林匹克运动会桌球比赛
| 年份   | 地點     | 成績 | 成績 | 成績 |
| 年份   | 地點     | 單打 | 混雙 | 團體 |
| ------ | -------- | ---- | ---- | ---- |
| 2016年 | 巴西里約 | 16強 | －   | 16強 |
| 2021年 | 日本东京 | 8強  | －   | 8強  |
| 2024年 | 法國巴黎 | 4強  | -    |      |

### 世界乒乓球錦標賽
| 年份   | 地點             | 成績 | 成績 | 成績 | 成績 |
| 年份   | 地點             | 單打 | 雙打 | 混雙 | 團體 |
| ------ | ---------------- | ---- | ---- | ---- | ---- |
| 2015年 | 中国蘇州         | 64強 | 16強 | 32強 |      |
| 2016年 | 马来西亚莎阿南   |      |      |      | 26名 |
| 2017年 | 德国杜塞爾多夫   | 32強 | 16強 | －   |      |
| 2018年 | 瑞典哈爾姆斯塔德 |      |      |      | 8強  |
| 2019年 | 匈牙利布達佩斯   | 16強 | －   | －   |      |
| 2021年 | 美国休斯顿       | 8強  | －   | －   |      |
| 2022年 | 中国成都         |      |      |      | 16強 |
| 2023年 | 南非德班         | 首輪 | －   | －   |      |
| 2025年 | 多哈             | 银牌 | －   | 32强 |      |